# Rue Edgar-Quinet
La rue Edgar-Quinet est une voie de communication de la commune de La Courneuve, dans le département de Seine-Saint-Denis, en France.

## Situation et accès
Cette rue est située à la limite du centre-ville et du quartier Verlaine-Waldeck-Rochet. Elle rencontre la route départementale 114 au niveau de l'avenue Marcel-Cachin.

## Origine du nom

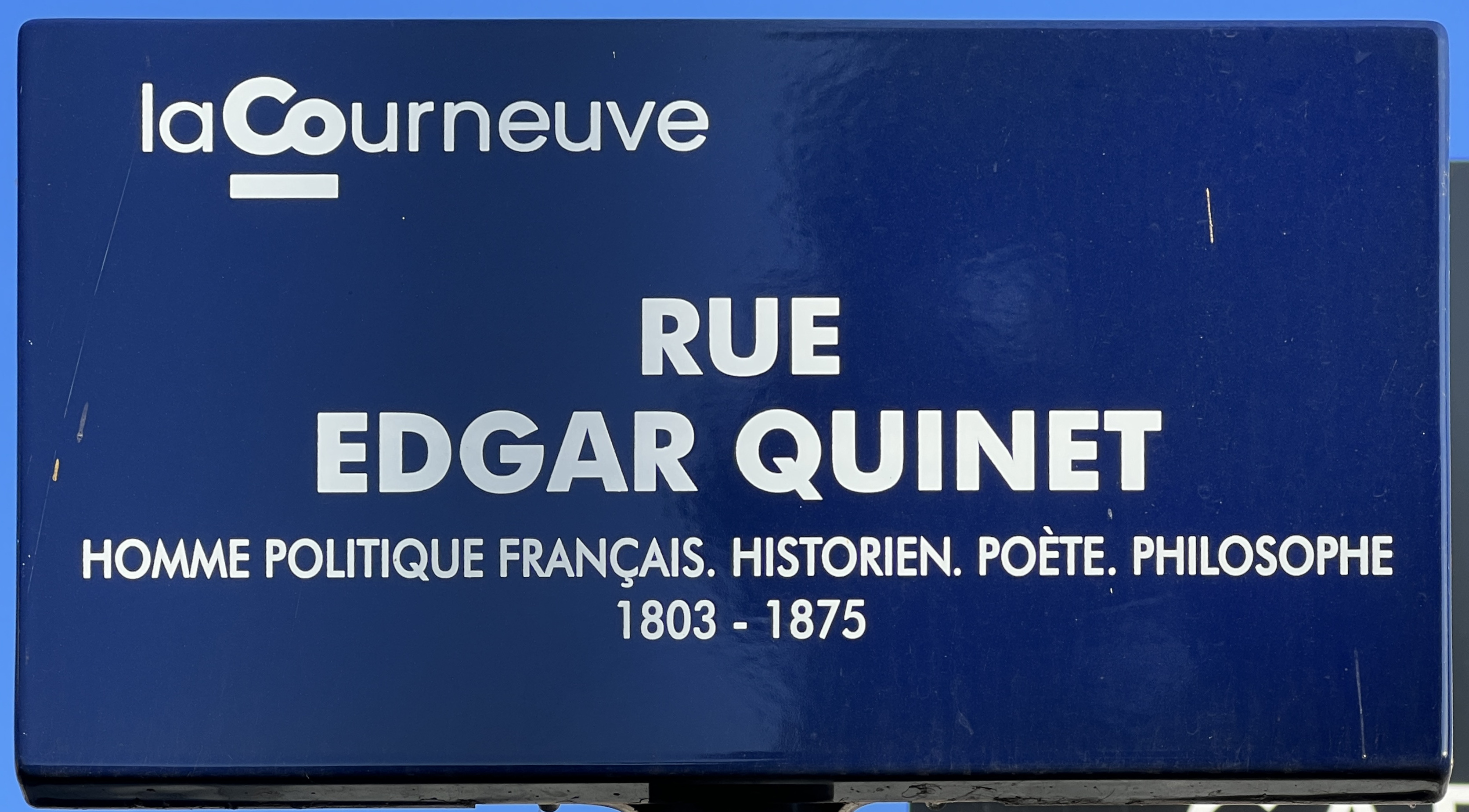
Plaque de la rue.

Cette rue rend hommage à Jean Louis Edgar Quinet, né à Bourg-en-Bresse en 1803, mort à Versailles en 1875, historien, poète, philosophe et homme politique français, républicain et anticlérical.

## Historique
Elle fait partie des plus anciennes voies de la commune. C'est à la fin du XIXe siècle qu'elle peut bénéficier de l'eau courante grâce à un puits artésien actionné par une machine élévatoire.

## Bâtiments remarquables et lieux de mémoire
- Croix de Milly, au bout du passage de la Croix-Blanche.
- Au no 17, le général Schramm possédait une propriété acquise en 1857[4],[5]. Le « château Schramm » a été détruit au début des années 1950.
- En 1870, pendant la guerre franco-prussienne, y furent élevées des barricades destinées à protéger Saint-Denis[6].
- Au no 25, se trouvait un dépôt de munitions où le 15 mars 1918, une manœuvre malencontreuse entraîna l'explosion de quinze millions de grenades. Ce désastre est aujourd'hui appelé catastrophe de La Courneuve[7].

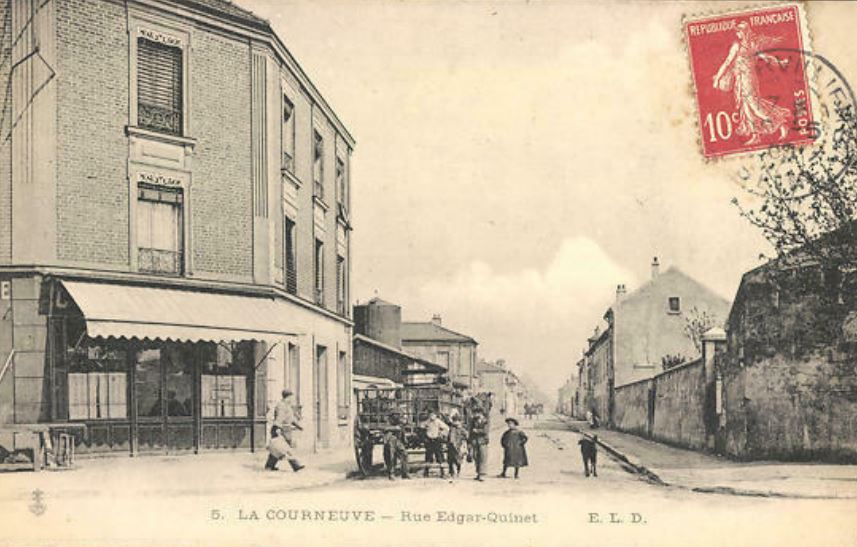
Rue Edgar-Quinet.
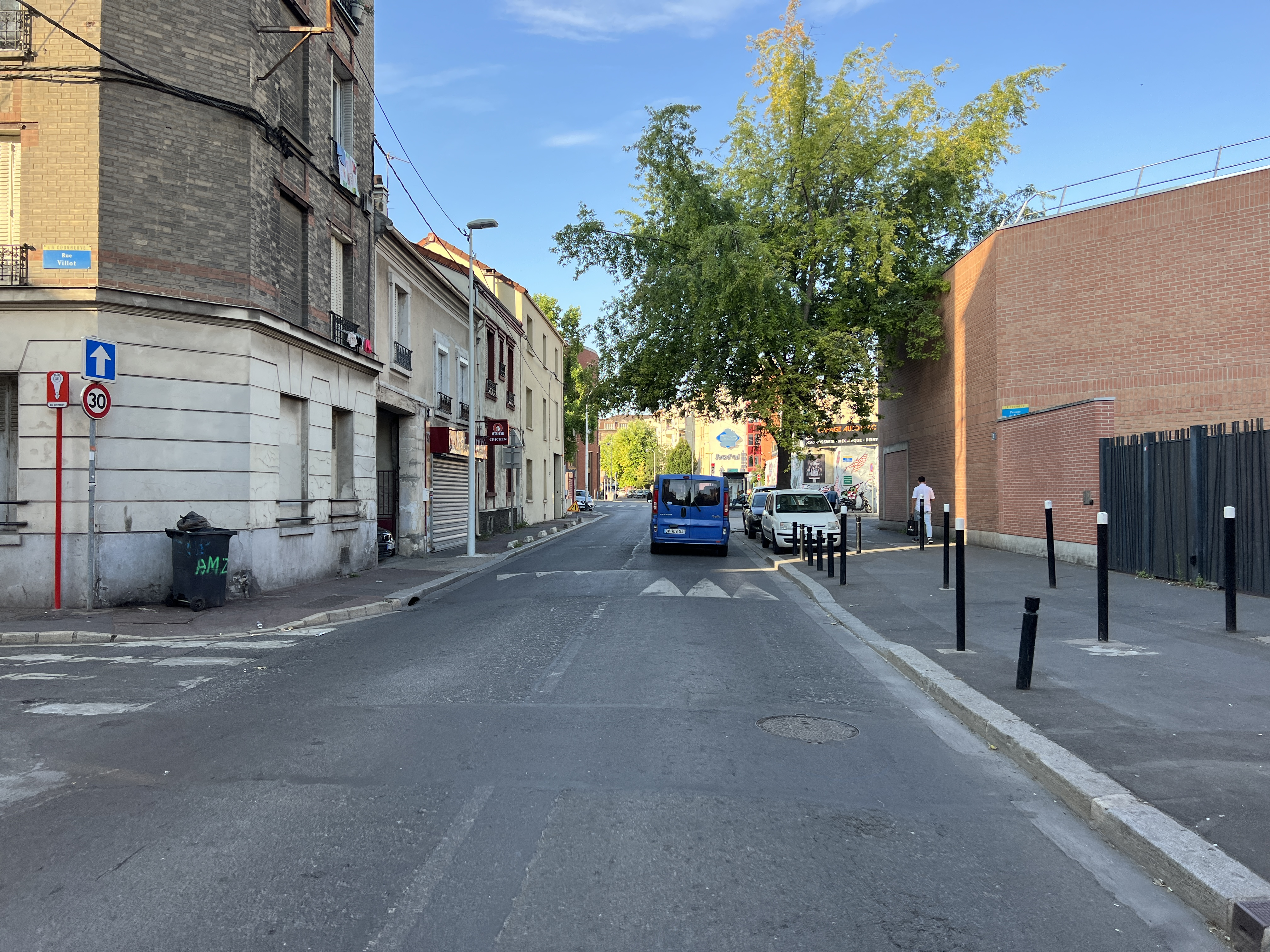
La rue en juillet 2022.